# Нікуліцел
Нікуліцел (рум. Niculițel) — комуна у повіті Тулча в Румунії. До складу комуни входить єдине село Нікуліцел.
Комуна розташована на відстані 205 км на північний схід від Бухареста, 25 км на захід від Тулчі, 112 км на північ від Констанци, 44 км на південний схід від Галаца.

## Населення
За даними перепису населення 2002 року у комуні проживали 4715 осіб.
Національний склад населення комуни:
| Національність   | Кількість осіб | Відсоток |
| ---------------- | -------------- | -------- |
| румуни           | 4709           | 99,9%    |
| росіяни-липовани | 2              | < 0,1%   |
| турки            | 2              | < 0,1%   |
| цигани           | 1              | < 0,1%   |
| українці         | 1              | < 0,1%   |

Рідною мовою назвали:
| Мова      | Кількість осіб | Відсоток |
| --------- | -------------- | -------- |
| румунська | 4712           | 99,9%    |
| турецька  | 2              | < 0,1%   |
| російська | 1              | < 0,1%   |

Склад населення комуни за віросповіданням:
| Релігія                                       | Кількість осіб | Відсоток |
| --------------------------------------------- | -------------- | -------- |
| православні                                   | 4711           | 99,9%    |
| греко-католики                                | 1              | < 0,1%   |
| мусульмани                                    | 1              | < 0,1%   |
| бретрени                                      | 1              | < 0,1%   |
| лютерани (Синодально-пресвітеріанська церква) | 1              | < 0,1%   |

## Зовнішні посилання
- Дані про комуну Нікуліцел на сайті Ghidul Primăriilor